# シルマーテスト
シルマーテスト（しるまーてすと、英: Schirmer's test）とは涙の分泌能を診る試験のこと。5分間で濾紙上の水分が10ｍｍを超えた場合を試験結果は正常とする。 両眼は通常同量の涙を分泌する。考案者のオットー・シルマーにちなみ名付けられた。

## 試験の手順
シルマーテストは、涙の分泌量を測定するために数分間目にろ紙を挿入する。 いくつかの手順があるが通常は下瞼にろ紙を置き 目を5分間閉じ、次に紙を取り除き、水分量を測定する。
若年者の場合は通常ろ紙を15 mm湿らせる。 低刺激性は加齢とともに起こるため、通常の高齢者の33％は5分で10 mmしか湿らない。 シェーグレン症候群の患者は5分間の測定で5 mm未満となる。
シルマーテストの結果の読み方：
1. 通常、5分後にろ紙が15 mm以上濡れている。
2. 5分後にろ紙の濡れが14mm〜9mmである軽度。
3. 5分後にろ紙が8mm〜4 mm濡れている程度。
4. 5分後の紙の湿潤<4mmである。

## シルマーテストに代わる試験
シルマーテストは100年以上の歴史があるが、いくつかの大規模臨床研究はそれがドライアイを持つ患者を適切に識別できないことを示している。 涙液の産生および機能に関するより新しくより優れた試験が現在生まれている。
- 涙に含まれる鉄結合性の糖タンパク質であるラクトフェリンは涙の産生量と密接に関連があるので、ラクトフェリン量を測定する試験。
- フルオレセインを含む目薬を差し、 鼻から流れ出る時間を測定する試験。

## ドライアイ
ドライアイは以下のような症状から起こる。
- 老化
- 関節炎
- 角膜潰瘍と感染症
- 糖尿病
- 眼の感染症（例、 結膜炎 ）
- リンパ腫 、 白血病 、GVHD（移植片対宿主病、移植後）などの障害に関連する二次裂傷
- シェーグレン症候群
- トリプルA症候群
- ビタミンA欠乏症
- レーシックまたはフォトリフラクティブ角膜切除術（PRK）などのLASER視力矯正手術の一時的または恒久的な副作用